# Isabel Lucas
Isabel Lucas, född 29 januari 1985, är en australisk skådespelerska känd bland annat från sin roll som Tasha Andrews i den australiska såpoperan Home and Away (2003–2006). Lucas flyttade till Los Angeles i början av 2008 och har sedan dess varit med i film- och TV-projekt såsom Transformers: Revenge of the Fallen, The Pacific och Daybreakers.

## Tidigt liv
Lucas föddes i Melbourne, Victoria, Australien. Som barn bodde Lucas i Cairns, Queensland. Hon bodde även i Schweiz, Kakadu, and Northern Territory. Hon har en schweizisk mor och en australisk far, och talar tyska och franska, utöver hennes modersmål engelska. Lucas gick på St. Monica's College in Cairns, Queensland, Australien.

## Filmografi
| År        | Film                              | Roll           | Noteringar     |
| --------- | --------------------------------- | -------------- | -------------- |
| 2003-2006 | Home and Away                     | Tasha Andrews  | 59 episoder    |
| 2009      | Transformers: De besegrades hämnd | Alice          | Mindre roll    |
| 2009      | The Cove                          | Sig själv      | Dokumentärfilm |
| 2009      | Daybreakers                       | Alison Bromley | Biroll         |
| 2009      | The Waiting City                  | Scarlett       | Biroll         |
| 2010      | The Pacific                       | Gwen           | Miniserie      |
| 2010      | The Wedding Party                 | Anna Petrov    |                |
| 2011      | A Heartbeat Away                  | Mandy Riddick  |                |
| 2011      | Immortals                         | Athena         |                |
| 2012      | Red Dawn                          | Erica Martin   |                |